# Bharuch INA
Bharuch INA là một thị xã và là một khu vực công nghiệp quy hoạch (industrial notified area) của quận Bharuch thuộc bang Gujarat, Ấn Độ.

## Nhân khẩu
Theo điều tra dân số năm 2001 của Ấn Độ, Bharuch INA có dân số 391 người. Phái nam chiếm 56% tổng số dân và phái nữ chiếm 44%. Bharuch INA có tỷ lệ 72% biết đọc biết viết, cao hơn tỷ lệ trung bình toàn quốc là 59,5%: tỷ lệ cho phái nam là 76%, và tỷ lệ cho phái nữ là 66%. Tại Bharuch INA, 13% dân số nhỏ hơn 6 tuổi.